# Kileskus
Kileskus is een geslacht van vleesetende theropode dinosauriërs, behorend tot de groep van de Coelurosauria, dat tijdens het Jura leefde in het gebied van het huidige Rusland.

## Naamgeving en vondst

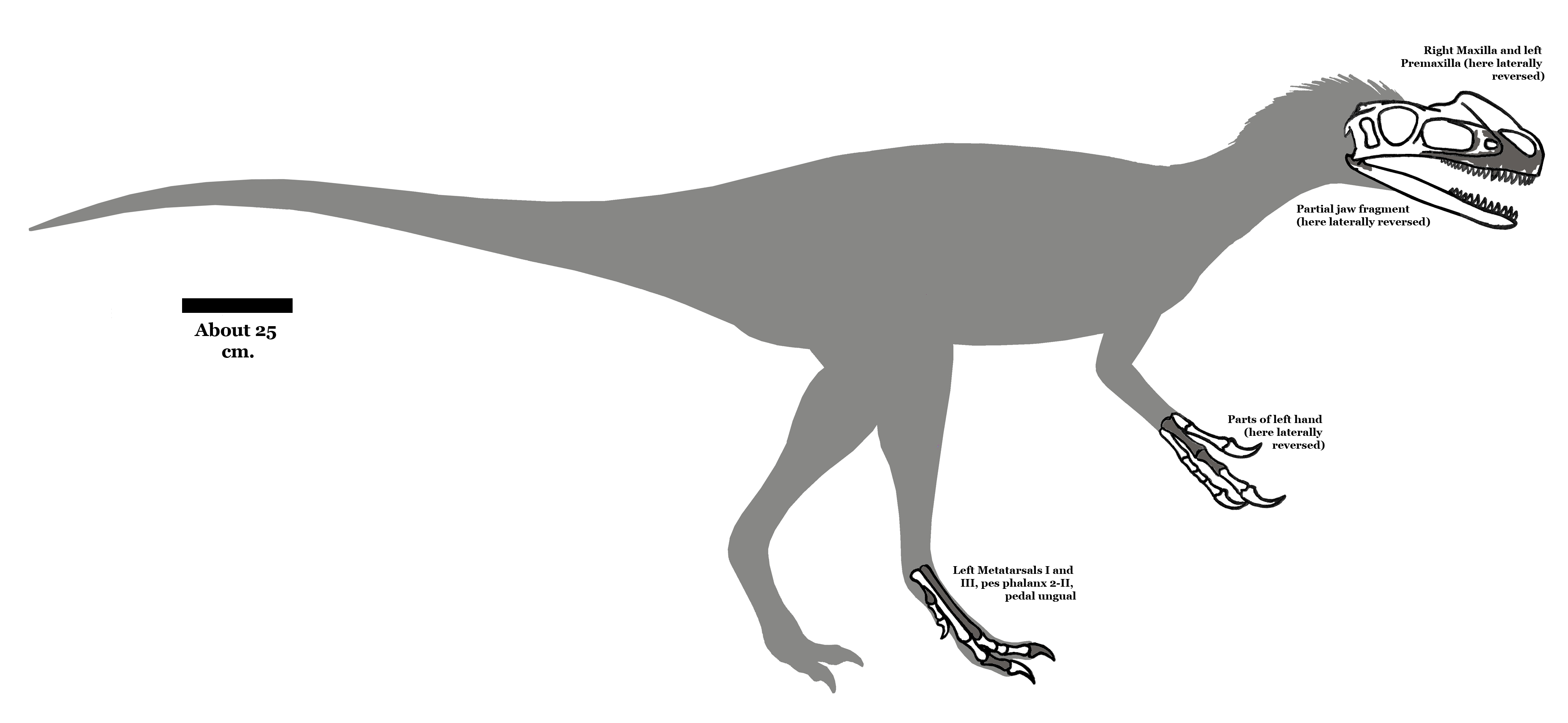
De bewaarde onderdelen van het skelet in het donkergrijs

De typesoort Kileskus aristotocus is in 2010 benoemd en beschreven door Alexander Averianov, Sergej Krasnoloetskii en Stepan Iwantsow. De geslachtsnaam betekent "hagedis" in het Mongools; een ondergroep van de Chalcha, de etnische Mongolen, bewoont het gebied van de vondst. De soortaanduiding is een gelatiniseerd Klassiek Grieks aristotokos, "van edele geboorte", een verwijzing naar de hoge positie in de stamboom.
Van Kileskus zijn verschillende fossielen door Krasnoloetskii gevonden tijdens opgravingen tussen 2000 en 2005 in de groeve van Berezovsk in het zuiden van het West-Siberische Krasnojarsk uit lagen van de Itatformatie die stammen uit het Bathonien. De vindplaats is maar enkele vierkante meters groot en de resten behoren vermoedelijk toe aan een enkel individu. Het holotype, ZIN PH 5/117, bestaat uit een rechtermaxilla. Verder zijn nog beschreven: ZIN PH 6/17, een linkerpraemaxilla; ZIN PH 7/17, een achterstuk van het linkse surangulare; ZIN PH 8/17, een links tweede middenhandsbeen; ZIN PH 9/117, het eerste kootje van de tweede linkervinger; ZIN PH 10/117, het eerste linkermiddenvoetsbeen; ZIN PH 11/117, een derde linkermiddenvoetsbeen; ZIN PH 12/117, het tweede kootje van de tweede linkerteen en ZIN PH 13/117, een teenklauw.
In 2019 werden verdere botten aan de soort toegeschreven waaronder halswervels, staartwervels, een chevron en een kuitbeen.

## Beschrijving

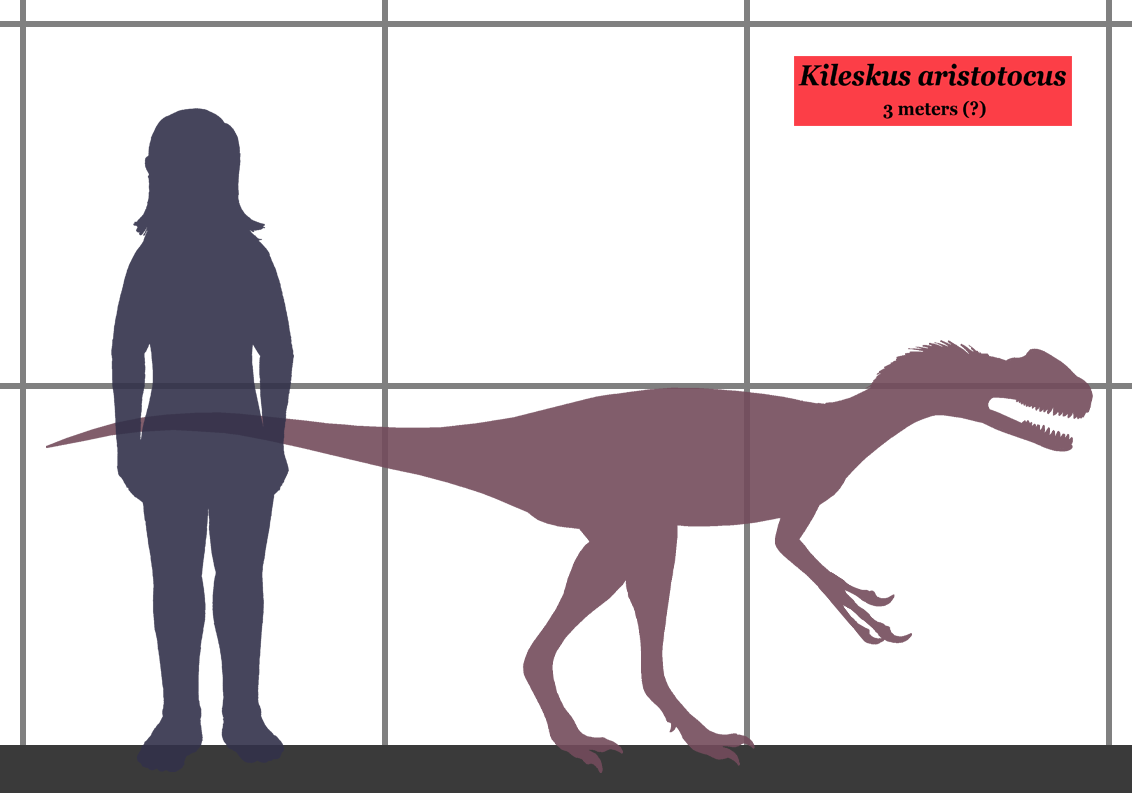
Een groottevergelijking met een mens

Kileskus is een vrij kleine theropode van ongeveer vier meter lengte.
In 2010 werd als onderscheidend kenmerk vastgesteld dat de opgaande tak van het bovenkaaksbeen geleidelijk overloopt in de voorrand en schuin naar boven en voren gericht is.
In 2019 werden drie autapomorfieën, unieke afgeleide eigenschappen, vastgesteld. Vooraan de wervelboog bevindt zich een diepe uitholling tussen het ruggenmergkanaal en het voorste gewrichtsuitsteeksel. Bij de middelste halswervels bevindt zich een opvallende put aan de basis van het doornuitsteeksel. De middelste staartwervels hebben een lengtegroeve op de onderzijde.
De schedel was een halve meter lang en vrij plat; de beenderen ervan zijn tamelijk lichtgebouwd. De onderaan korte praemaxilla heeft een vrij spitse voorkant maar toont de onderkant van wat relatief grote neusgaten moet zijn geweest. Hij draagt vier tanden met een D-vormige doorsnede. De maxilla is langgerekt en laag, ongeveer 29 centimeter lang. Hij draagt zeventien tanden, waarvan de tweede de grootste is en de drie achterste half zo groot als de overige. Van de meeste tanden zijn alleen de tandkassen bewaard gebleven; de vijfde tand is echter nog aanwezig. De kroon ervan heeft een lengte van 11,5 millimeter; de beide randen ervan zijn verschillend gekarteld, een mogelijk onderscheidend kenmerk van de soort. Er is een groot maxillair venster en de onderkant van een omvangrijke fenestra antorbitalis, een grote schedelopening vóór de oogkas, is zichtbaar.
Bij de wervels is er een bijna horizontale achterste richel op de onderzijde van het zijuitsteeksel met erboven een uitholling onder het achterste gewrichtsuitsteeksel
Ook de resten van de ledematen zijn slank gebouwd. Het eerste middenvoetsbeen heeft een lengte van 46,6 millimeter, het derde van 219 millimeter. Het teenkootje heeft een lengte van 37,5 millimeter. Op de binnenzijde van het kuitbeen bevindt zich een diepe ovale uitholling met scherpe randen.

## Fylogenie
De beschrijvers voerden een cladistische analyse uit met als uitkomst dat Kileskus binnen de Tyrannosauroidea basaal in de Proceratosauridae geplaatst was, welke laatste groep ze voor de gelegenheid opnieuw als klade definieerden. Hij zou daarmee een verwant geweest zijn van Guanlong en Proceratosaurus en een van de oudste bekende coelurosauriërs. In 2019 werd deze positie bevestigd.

## Levenswijze
Kileskus was gezien zijn lichte bouw vermoedelijk een snelle roofsauriër. Afgezien van de D-vormige tanden, die een aanpassing zouden kunnen zijn in het aanbrengen van diepere wonden, ontbeert de schedel kenmerken die zouden wijzen op een specialisatie in het bejagen van grotere prooien. In de formatie is een groot aantal mogelijke kleinere prooidieren aangetroffen, waaronder vissen, salamanders, hagedissen, Crocodyliformes, pterosauriërs en zoogdieren.
In 2019 werd aan de hand van de botstructuur van het scheenbeen vastgesteld dat de groei vrij traag was.